# Kategori 5-kabel

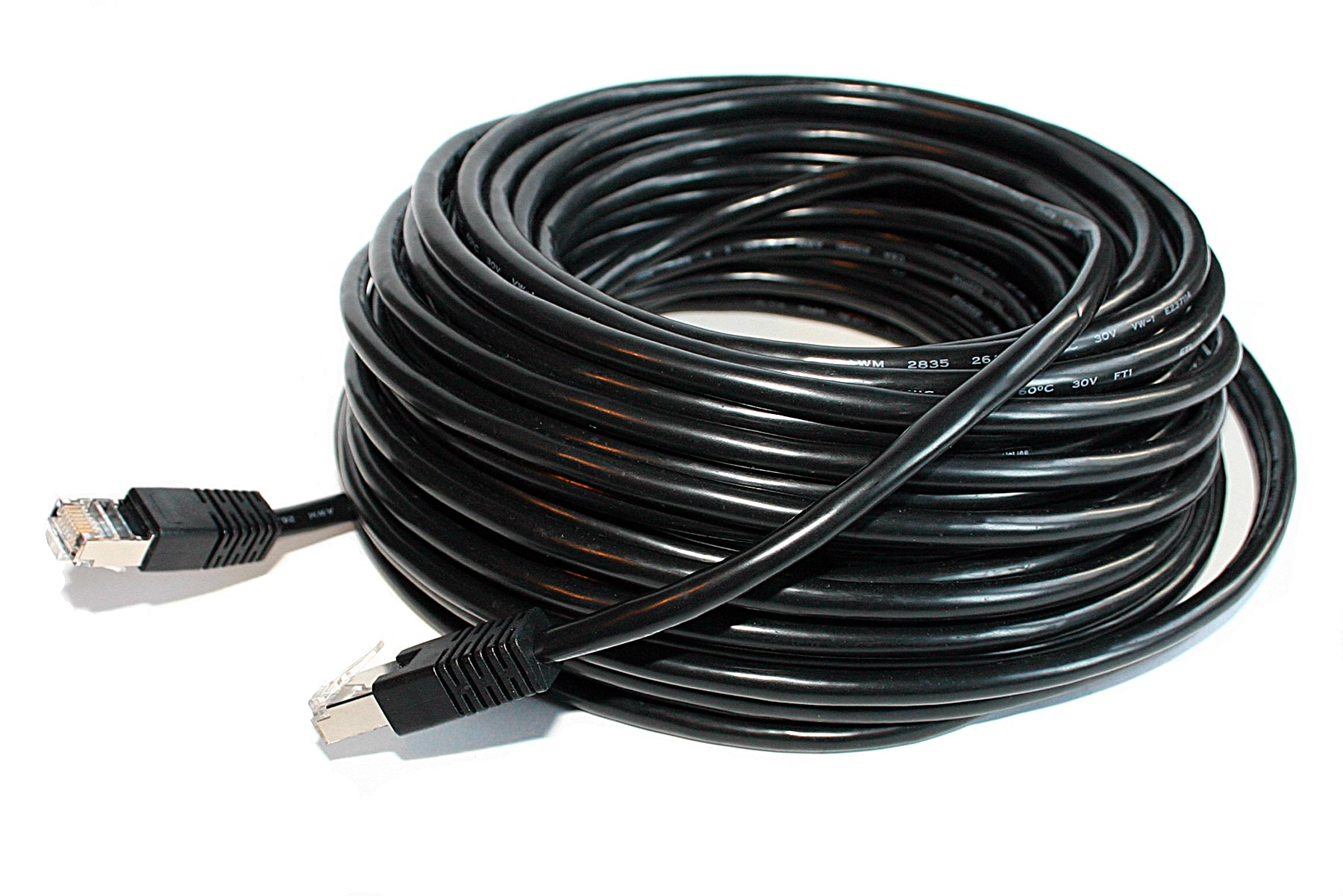
Cat.5-kabel

Kategori 5-kabel eller Cat 5 (kortform av engelska Category 5 cable ’Kategori 5-kabel’) är en standard för nätverksöverföring över partvinnad kabel. De flesta Cat 5-kablarna är oskärmade och når tillräcklig störningstålighet genom balanserad signal och partvinning. Kategorin garanterar en möjlig överföringshastighet på upp till 100 megabit per sekund. Den har åtta ledare, men använder bara fyra ledare för informationsöverföring vid 100 Mbit/s. Det korrekta är att kabeln klarar att överföra en signal med en fundamental frekvens på 31,25 MHz genom att data linjemoduleras på ett smart sätt. Inom den bandbredden kan man klara av att överföra data snabbt, även en gigabit per sekund i de flesta fall. Men då används alla åtta ledarna. Standarden som definierar den här typen av material / nät heter SS-EN 50173-1, vilken baserar sig på europastandarden EN 50173-1. Den i sin tur är tekniskt identisk med den internationella standarden ISO/IEC 11801. 
För högre nätverkshastigheter används bland annat kategori 7-kabel. 

## Category 5e
Cat.5e definierades 2001 som standarden TIA/EIA-568-B (amerikansk standard), som inte längre kräver den gamla Cat 5-specifikationen. Cat 5e togs fram för att garantera att man klarar hastigheter upp till en gigabit per sekund, alltså 1000BASE-T även vid de sämsta förhållandena, dvs max avstånd mellan utrustningar 100 m varav högst 90 m får vara fast installerat nät.